# Сельское поселение Камышла
Сельское поселение Камышла — муниципальное образование в составе Камышлинского района Самарской области.
Административный центр — село Камышла.

## Административное деление
В состав сельского поселения входят:
- село Камышла,
- посёлок Бузбаш,
- посёлок Юлдуз,
- деревня Давлеткулово.